# Ꞷ

Lateinisches Omega (Groß- und Kleinbuchstabe)

Das lateinische Omega Ꞷ, klein ꞷ, ist ein Buchstabe des lateinischen Schriftsystems, abgeleitet von der Kleinbuchstabenform des griechischen Omega ⟨ω⟩.

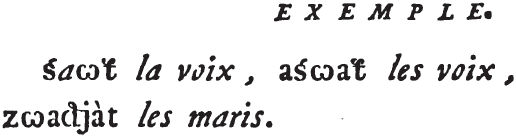
Lateinisches Omega zur Umschrift des arabischen Phonems /uː/, 1795

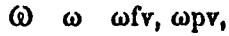
Lateinisches Omega in einer Grammatik des Maskoki, 1860

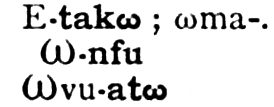
Lateinisches Omega in einer Verschriftung von Bantu-Sprachen, 1919

Ein solcher Buchstabe wurde bereits 1795 von Constantin François Volney für eine Umschrift des Arabischen in ein erweitertes lateinisches Alphabet zur Darstellung des Phonems /uː/ vorgeschlagen, um zu betonen, dass es (im Gegensatz zum „ou“ seiner französischen Muttersprache) eine untrennbare Einheit sei. Henry Frieland Buckner verwendete es 1860 in einer Verschriftung des Maskoki (einer Muskogee-Sprache). Harry Johnston verwendete es 1919 in einer Verschriftung von Bantu-Sprachen. Alle diese Verwendungen haben sich nicht durchsetzen können.
Letztendlich wurde es in der Revision von 1982 in das Afrikanische Referenzalphabet eingeführt. Seither wurde es in einigen Veröffentlichungen in der Sprache Kulango in der Elfenbeinküste in den 1990er Jahren verwendet. In anderen Veröffentlichungen auf Kulango finden sich stattdessen die Buchstaben Ʋ („V mit Haken“) oder das Lateinische Ypsilon ⟨Ʊ⟩.
Der Buchstabe ist in Unicode seit Version 8.0 (Juni 2015) als Großbuchstabe Ꞷ U+A7B6 latin capital letter omega und als Kleinbuchstabe ꞷ U+A7B7 latin small letter omega aufgrund eines Antrages von 2012 enthalten.